# Puilboreau
Puilboreau [pɥilbɔʁo] (Saintongeais: Peulboria) ist eine französische Gemeinde mit 6668 Einwohnern (Stand: 1. Januar 2022) im Département Charente-Maritime in der Region Nouvelle-Aquitaine. Sie gehört zum Arrondissement La Rochelle und zum Kanton Aytré. Die Bewohner nennen sich Puilborain(e)s.

## Geographie
Puilboreau liegt nordöstlich von La Rochelle. Umgeben wird Puilboreau von den Nachbargemeinden Saint-Xandre im Norden, Dompierre-sur-Mer im Osten, Périgny im Süden und Südosten, La Rochelle im Süden und Südwesten, Lagord im Westen und Nieul-sur-Mer im Nordwesten.
Das Gemeindegebiet wird von der Route nationale 11 (RN11) und der 237 durchquert.

## Geschichte

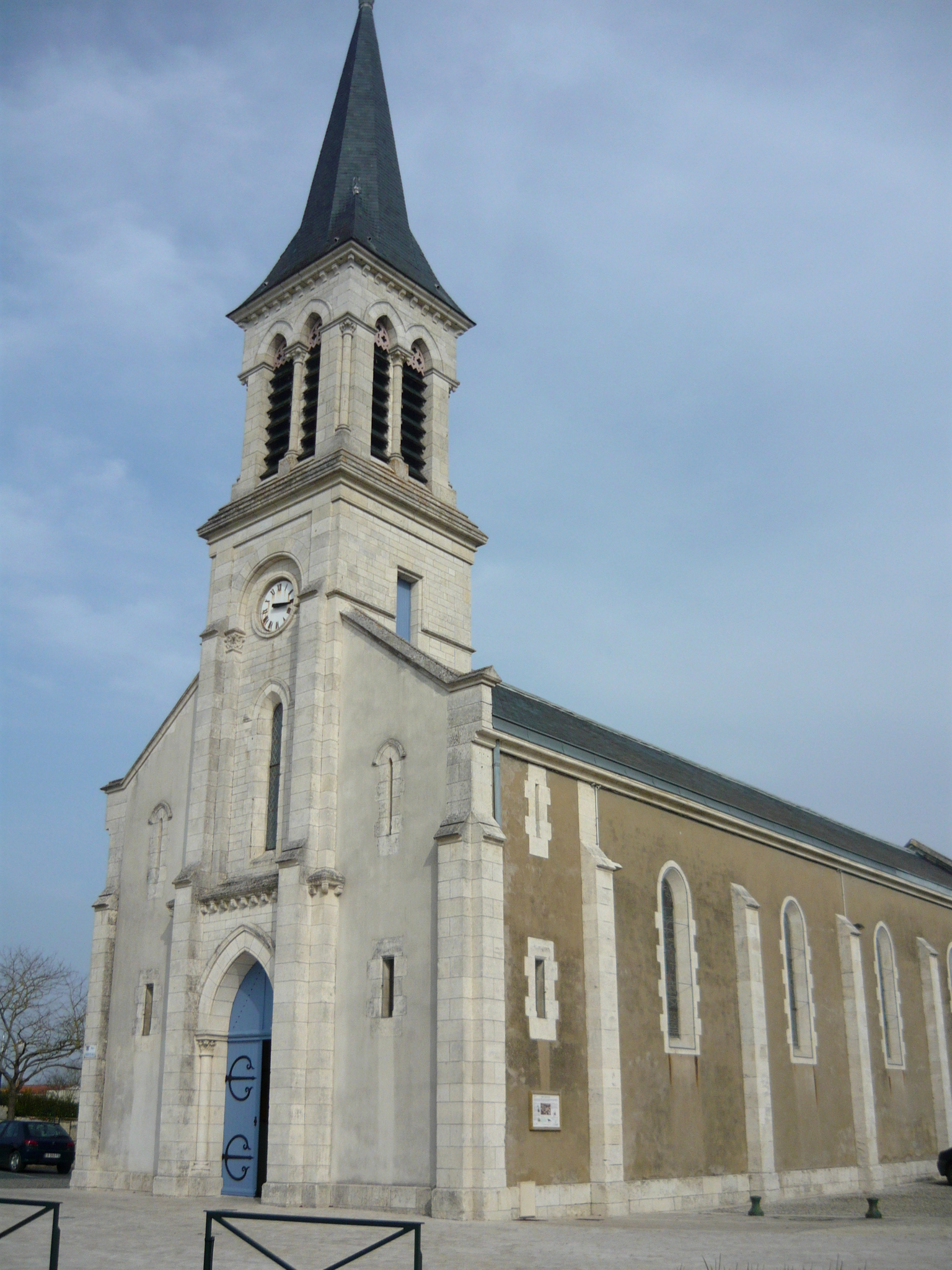
Kirche Saint-Louis

Die ersten Erwähnungen des Ortes datieren auf das 12. Jahrhundert mit dem Namen Podioliborelli.

### Bevölkerungsentwicklung
| Jahr      | 1962 | 1968 | 1975 | 1982 | 1990 | 1999 | 2006 | 2011 |
| Einwohner | 1342 | 1484 | 2109 | 2634 | 4067 | 4622 | 4990 | 5507 |

## Sehenswürdigkeiten

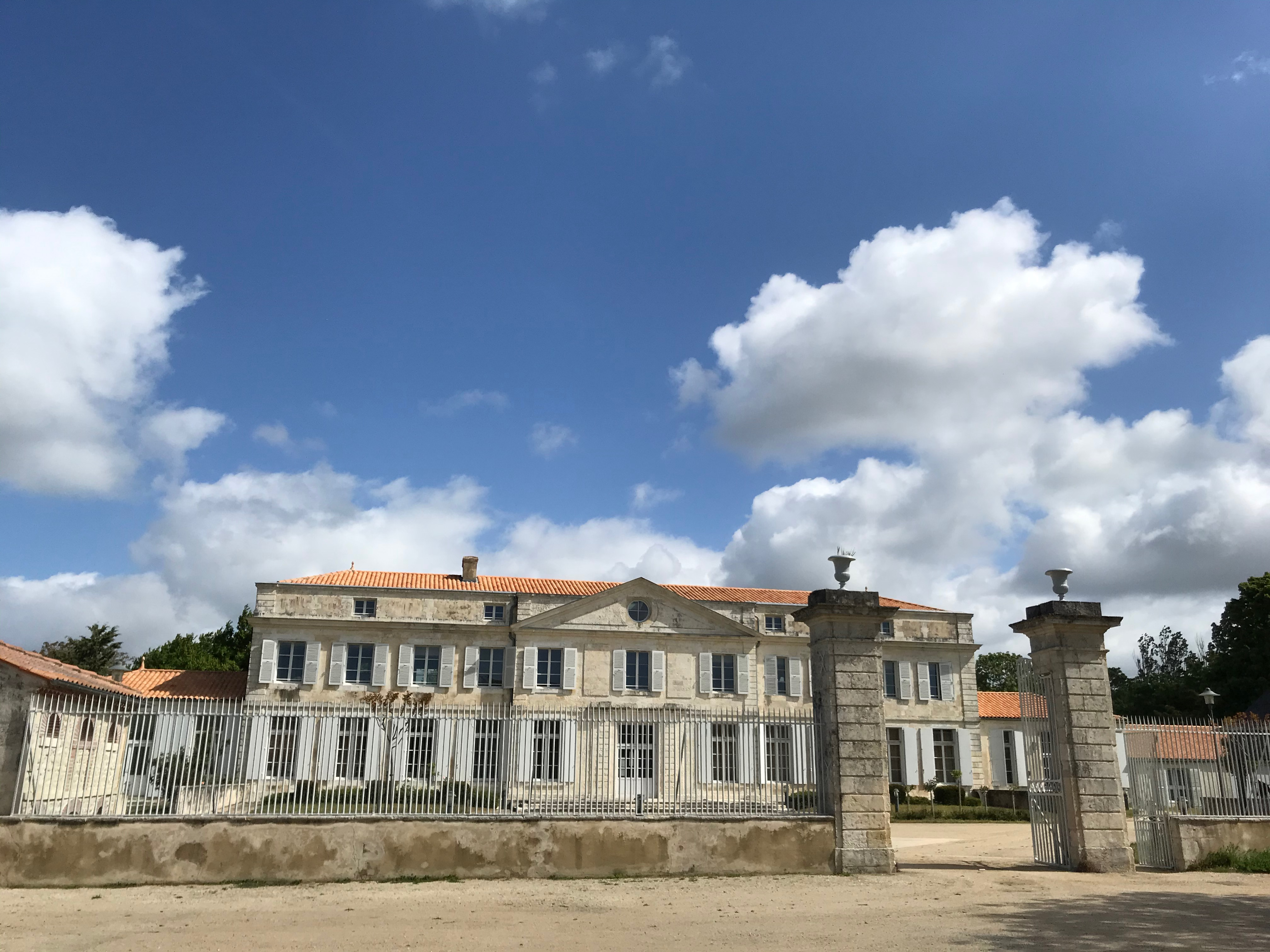
La Tourtillière

Siehe auch: Liste der Monuments historiques in Puilboreau
- La Tourtillière, eine Domäne, die auf dem Grund der alten Festungsanlage im 18. Jahrhundert errichtet wurde
- Kirche Saint-Louis, errichtet 1881 bis 1884

## Gemeindepartnerschaften
Mit der Ortschaft Autrans in der französischen Gemeinde Autrans-Méaudre en Vercors im Département Isère besteht eine Partnerschaft.